# Гране (Босния и Герцеговина)
Гране (серб. Грање / Granje) — село в общине Вишеград Республики Сербской Боснии и Герцеговины. В настоящее время село необитаемо.

## История
В этих местах родился четницкий командир Будимир Гайич, который был одним из последних крупных деятелей движения четников, укрывавший Дражу Михаиловича. Именно в окрестностях этого села четники вели активную борьбу против коммунистических властей в послевоенные годы.